# Controverse
Pour la publication, voir Controverses (revue).
Une controverse est une discussion argumentée, engendrée par l'expression d'une différence ou divergence d'opinion ou d'une critique quant à un problème, un phénomène ou un état de choses.
Le terme est souvent employé pour désigner l'ensemble des argumentations autour de sujets sensibles, dont l'unanimité ou un compromis semble, à première vue, très difficile à atteindre.

## Caractéristiques
Par métonymie, une controverse désigne l'ensemble des éléments divergents ou contradictoires d'un débat.
Depuis plus d'une dizaine d'années, l'étude des controverses s'est imposée comme une branche très active des sciences sociales et en particulier de la sociologie. Les disputes et les controverses sont même devenues des objets de prédilection des courants regroupés sous l'expression de sociologie pragmatique. On trouve plusieurs formes de modélisation sociologique des processus controversés. Les sujets ou domaines les plus investis de la controverse incluent la politique, la science, l'environnement, la religion et le sexe,,. D'autres domaines de controverse incluent l'histoire, la théologie et la philosophie, ou encore l'économie, les finances, les organisations, l'âge, le genre et la race (ethnie).

## Sciences
L'histoire des sciences est jalonnée de controverses scientifiques dont certaines sont restées célèbres, comme celle du calcul infinitésimal ou celle de la tectonique des plaques. Pour les sociologues des sciences, l’étude d’une controverse scientifique permet d’ouvrir la « boîte noire » que tend à devenir tout contenu scientifique une fois construit et accepté. Il convient de ce point de vue de distinguer les controverses scientifiques proprement dites des controverses publiques dans lesquelles interviennent toutes sortes d'acteurs.
Une discipline scientifique spécialisée a été créée : l'agnotologie ; La science et la justice ont également démontré qu'il existe une fabrique de la controverse, technique et stratégie utilisées, mise au service de lobbies, d'industries ou de gouvernements, par des « marchands de doute ». Par exemple l'industrie du tabac, du climatoscepticisme, de l'industrie des pesticides.

## Rhétorique classique
Dans la rhétorique classique, la controverse (latin controversia) est un exercice d'école, une forme de déclamation relevant du genre judiciaire ; elle était en principe destinée à préparer les futurs avocats à plaider. Elle se distinguait d'un autre exercice, la suasoria, appartenant au genre délibératif, qui visait à convaincre une personne ou une assemblée d'agir ou de ne pas agir d'une certaine manière. Des exemples de controverses apparaissent dans la Rhétorique à Herennius, mais la collection la plus complète est offerte par les Controversiae de Sénèque le Rhéteur.